# Табидзе, Тициан Юстинович
Тициан Юстинович Табидзе (21 марта (2 апреля) 1895, село Чквиши, Кутаисская губерния, Российская империя — 16 декабря 1937) — грузинский и советский поэт, прозаик, переводчик.

## Биография
Родился в семье сельского священника. Поэт Галактион Табидзе (1892—1959) приходился Тициану двоюродным братом.
С 1905 года учился в Кутаисской гимназии — там же, где и В. В. Маяковский.
Рано начал писать стихи, с 6 класса гимназии (1912 год) печатал стихи и переводы русских и французских поэтов на грузинский язык — сначала в кутаисских газетах, а затем и в тифлисских.
Окончил в 1917 году историко-филологический факультет Московского университета. В Москве сблизился с русскими символистами. Один из организаторов грузинской символистской группы «Голубые роги» (1915), редактировал орган этой группы «Баррикады».
Каждого прибывшего в Тбилиси поэтического гостя первыми встречали, как правило, Тициан Табидзе и Паоло Яшвили. Табидзе в этом отношении продолжал традицию прославленного поэта Александра Чавчавадзе. По воле случая жил именно там, где когда-то стоял дом Александра Чавчавадзе.

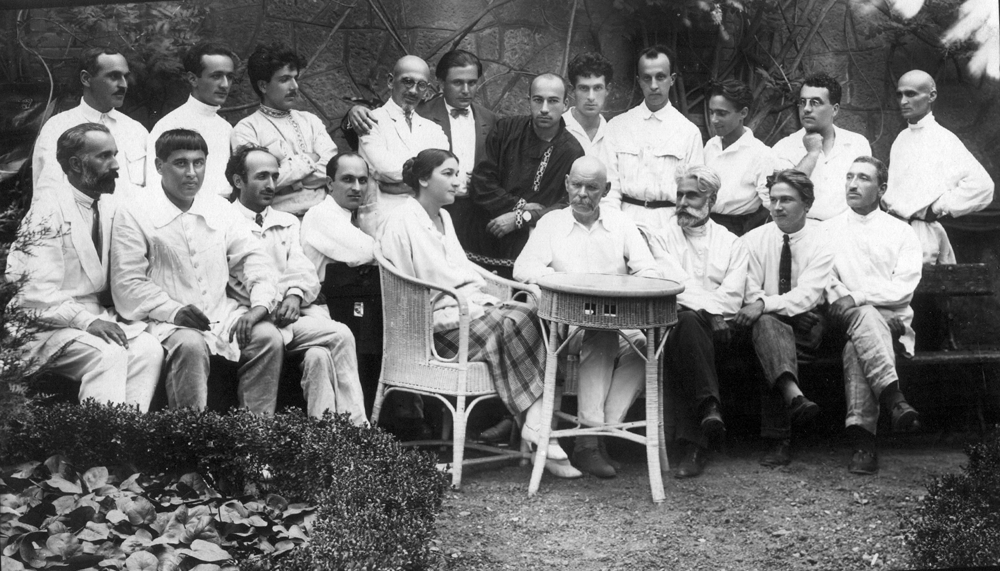
Максим Горький в гостях у грузинских писателей в саду Дворца писателей Грузии. 24 июля 1928 года. Табидзе — в первом ряду второй слева

В сентябре 1924 года они встретили Сергея Есенина, в марте 1926 года — Владимира Маяковского.
В 1931 году Борис Пастернак посетил Грузию, где и произошла историческая встреча двух поэтов, ставших близкими друзьями. Творчество Тициана в переводах Пастернака, Заболоцкого, Ахматовой вошло в русскую литературу.
В начале 1937 года в Москве и Ленинграде прошли творческие вечера Тициана Табидзе. В том же году он был репрессирован по ряду обвинений (национализм, вредительство, работа на французскую разведку, согласно протоколу изобличался показаниями Мдивани Буду, Л. Гасвиани, Г. Мгалоблашвили, П. Сакварелидзе, В. Дарахвелидзе, Г. Элиава, Н. Мицишвили, Д. Церетели, А. Микадзе, Д. Ломадзе и Б. Квиташвили) — расстрелян 16 декабря 1937 года по приговору Тройки при комиссариате ВД Грузинской ССР от 15 декабря 1937 года. Реабилитирован посмертно (определением № 4н-06912/54 Военной коллегии Верховного суда СССР от 26 июня 1954 г).
Жена — Табидзе Нина Александровна (1900—1964).

## Творчество
- «Рион-порт» (поэма, 1928)
- «Родина» (стихотворение)
- «Тбилисская ночь» (стихотворение)
- «Окрокана» (стихотворение)
- Избранное. М. Худ.лит. 1936

## Память

Памятник Т. Табидзе в Тбилиси

- До ареста проживал в Тбилиси по адресу: ул. Грибоедова, 18, на доме есть мемориальная доска, гласящая, что «В этом доме в 1921—1937 годах жил известный грузинский писатель Тициан Табидзе». В этом доме находится музей поэта[5].
- В Тбилиси установлен памятник Тициану Табидзе и именем поэта названа улица.
- Дом-музей открыт на родине поэта в селе Чквиши.
- Юнна Мориц посвятила Табидзе стихотворение «Памяти Тициана Табидзе»[6].
- Страница на сайте проекта Бессмертный барак[5].